# Villa Lafont
Pour les articles homonymes, voir Lafont et Ferrandière.
La Villa dite Villa Lafont est une maison située à Villeurbanne, dans le département du Rhône, en France. Elle se trouve dans la commune de Villeurbanne dans le quartier de La Ferrandière, et pour cette raison se voit également appelée « Villa La Ferrandière », à proximité du Cours Tolstoï et du Totem, à l'angle sud-ouest de la rue Marc-Sangnier et de la rue du 4 septembre 1797.

## Histoire
La villa fut commanditée, en même temps que son usine jointive (aujourd'hui disparue), par l'industriel du vêtement Adolphe Lafont, le chef d’entreprise des célèbres « bleus » de travail.

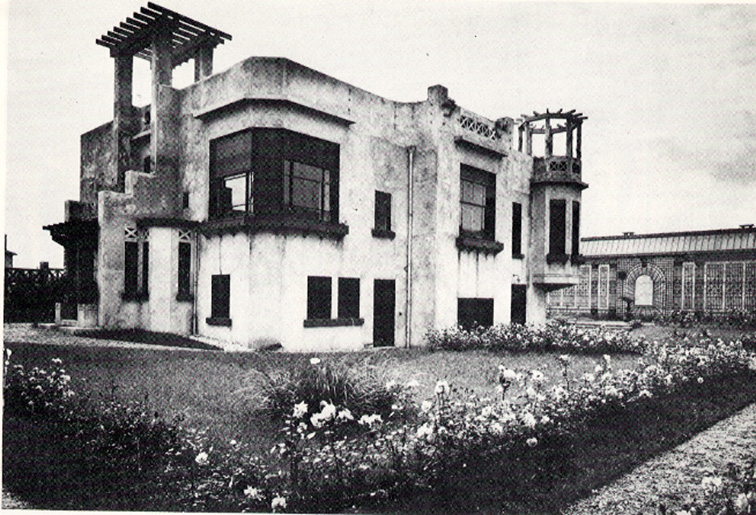
Villa Lafont après construction.

Les plans et les dessins de la villa sont datés de 1921.

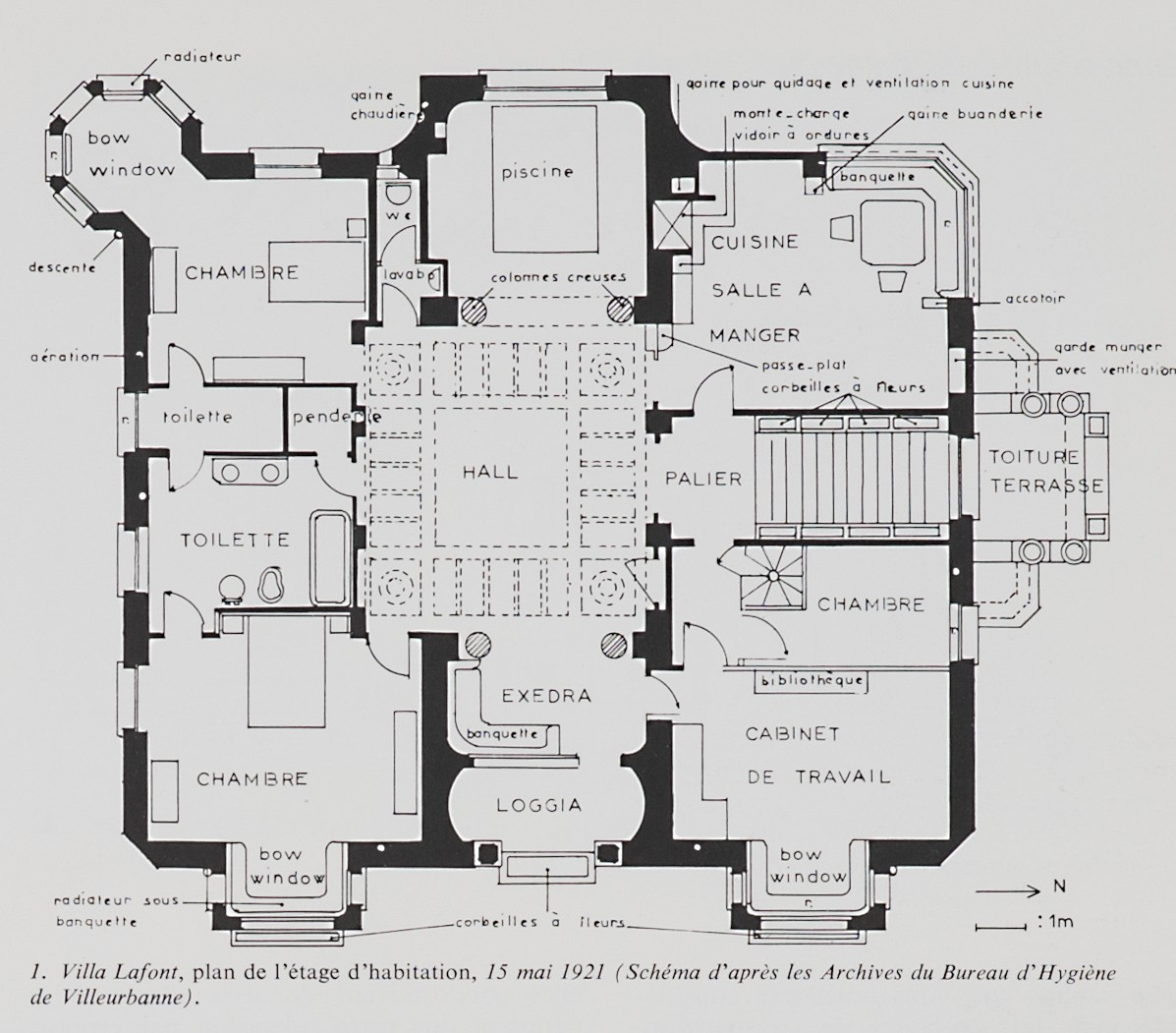
Plan de l'étage d'habitation - 15 mai 1921 - Schéma d'après les Archives du Bureau d'Hygiène de Villeurbanne.

## Description
La villa possède des éléments très novateurs dans l’architecture extérieure qui s’opposent à une conception archaïsante à l’intérieur:
à l’origine de cette œuvre se trouve la synergie entre la vision d’une femme moderne fascinée par les villas pompéiennes, Madame Lafont, et d'un des premiers bureau spécialisé en béton armé dans la région, le Bureau Technique de Construction. Avec l'usine la maison fut construite sous la direction des ingénieurs Léon Lelièvre et Léon Barbier.
Conçue en béton armé, l'architecture de la villa se rapproche de celle de Tony Garnier : dans un mélange de tradition italienne et d'art nouveau, le confort s'exprime dans la distribution ouverte des espaces, comme le toit-terrasse, la pergola et l'oriel, qui justifient l'appellation de "maison sans porte".
À l'initiative de Madame Lafont, la décoration intérieure fut conçue dans le style des villas de Pompéi, avec surtout des œuvres des artistes italiens : la frise peinte de la hall du peintre R. Burretta (copie de celle de la maison des Vettii à Pompéi), des bas-reliefs du Cavina et un décor de marbres d'Ernesto Giavina.
On y trouve aussi plusieurs vitraux signés par le maîtres verriers J. Mayosson et Jacques Grüber, de Nancy (ceux-ci proviennent de l'ancien appartement lyonnais des Lafont). La phantasie lyrique L'Enfant et les Sortilèges de Colette a inspiré le thème d’un des vitraux.
La première publication scientifique sur cette villa est l'article publié en 1980 par l’historienne de l’architecture Anne-Sophie Clémençon dans la Revue de l'art. Grâce aux archives du Bureau Technique de Construction, qu'elle retrouve, elle redonne la véritable identité des constructeurs de cette villa, alors faussement attribuée à l'architecte Tony Garnier.

## Protection
La Villa Lafont est inscrite en totalité (façades et toitures, l'escalier principal, les halls et couloirs des premier et deuxième étages, la salle des Mariages et la cheminée de la salle des Commissions), ainsi que son jardin et son mur de clôture, au titre des monuments historiques depuis le 29 avril 1991.